# Castillo de Calonge
El castillo de Calonge está situado en el casco antiguo de la villa de Calonge (Calonge de Mar), en la comarca del Bajo Ampurdán.

## Historia

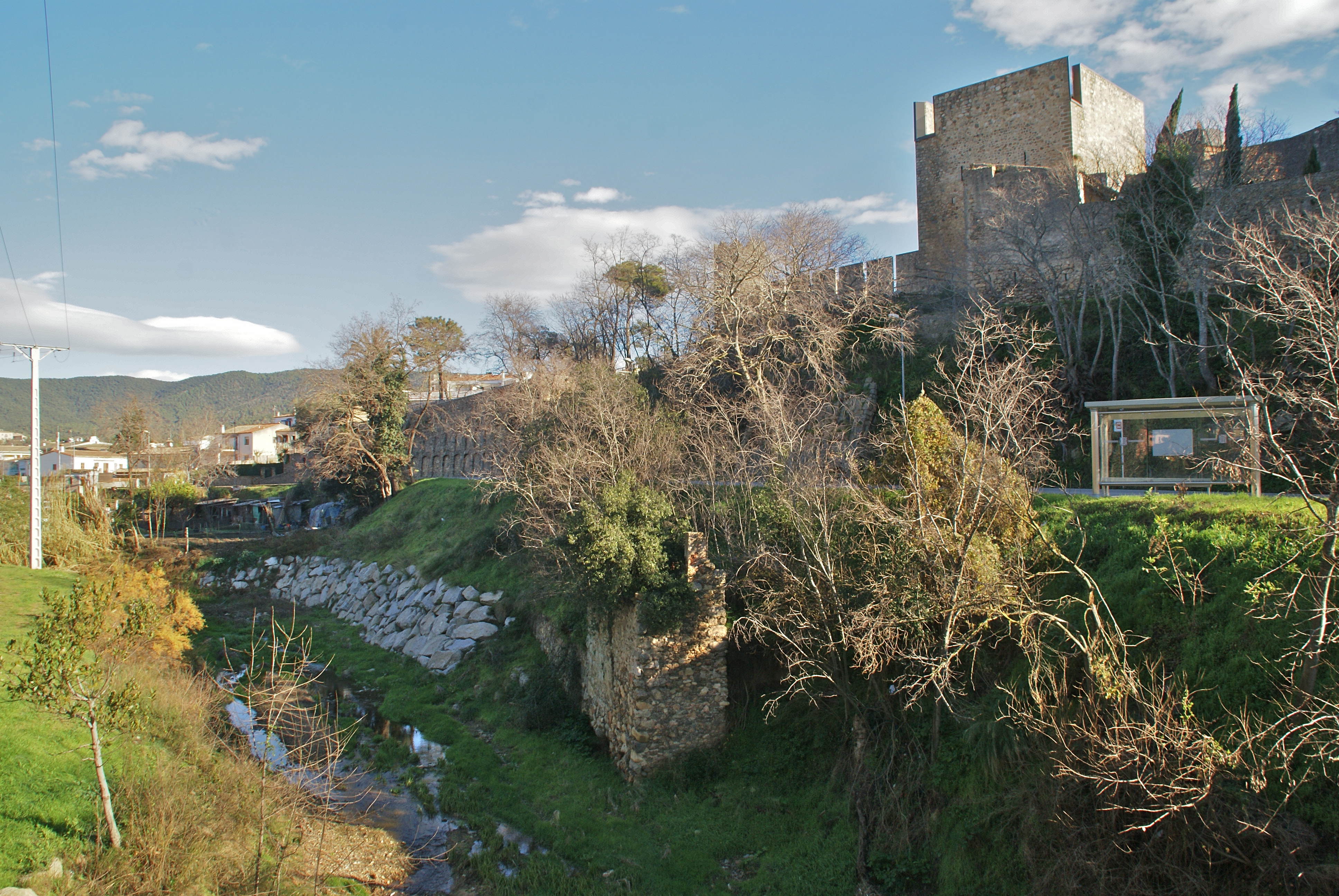
El Castillo de Calonge visto desde el Rifredi

El castillo figura mencionado a principios del siglo XII. Luego, a comienzos del siglo siguiente, pasa a ser propiedad de la casa de Cruïlles. Con Berenguer de Cruïlles (muerto hacia el 1330) el castillo pasa a la rama secundaria de los Cruces de Calonge, que con más o menos suerte consiguen mantener su propiedad junto con otros beneficios, como la jurisdicción civil y criminal sobre el territorio, etc.
En 1477 el castillo fue incendiado por el conflicto de los Remensas, que también atacaron la villa. Poco más adelante vuelve a ser incendiado (1485), pero es restaurado con rapidez. Pedro Galcerán lo vendió a Galcerán de Requesens (1439-1505), pasando entonces los Cruïlles a manos de la casa de Requesens, luego pasó a los Cardona y de estos al ducado de Sessa. En 1899 pasa a ser propiedad de una familia de Calonge, y se utilizaba como casino y teatro. Ahora es propiedad de la Generalidad de Cataluña que se encarga de su adecuación.

## El edificio

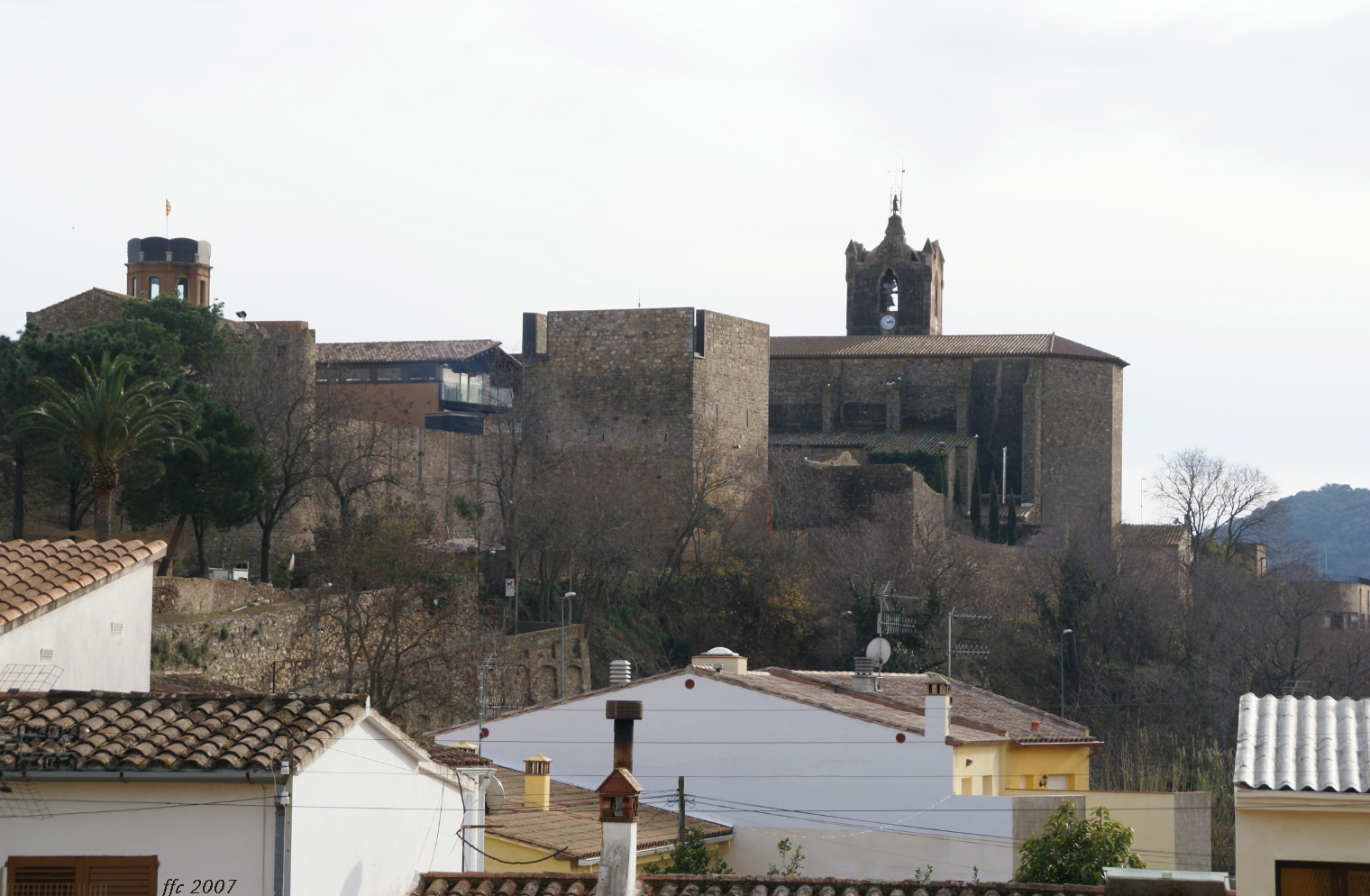
La torre cuadrada del castillo (primer plano) y la iglesia de Calonge.

Es difícil fechar con precisión este tipo de edificios. Claro, sin embargo, que la parte más antigua sea la torre, casi cuadrada, que se conserva en el Suroeste del recinto y que podría situarse hacia el siglo XII, o quizá más tarde.
En el siglo XIV se añadió un recinto trapezoidal más amplio, con aspilleras y coronado con almenas. En el siglo XV, posiblemente después del incendio, se añadió un palacio tardo-gótico, adosado a la parte sur y este del recinto. Posteriormente aún se añadieron unas torres redondas en los tres cantones del recinto (el cuarto ya estaba ocupado por la torre cuadrada) y una cuarta, semicircular, en la fachada de levante.
Entre los siglos XVI y XVII se añadió un cuerpo renacentista, que lleva el escudo de los Sessa.